# José Daniel Gil Zuñiga
José Daniel Gil Zuñiga (* 29. Juni 1955 in Puerto Armuelles, Panama) ist ein costa-ricanischer Historiker sowie Sozialwissenschaftler und Professor der Universidad Nacional de Costa Rica (UNA) in Heredia. Seine Forschungsschwerpunkte sind die Mentalitäts- und Sozialgeschichte Costa Ricas, insbesondere die Geschichte sozialer Randgruppen sowie die Geschichte regionaler und lokaler Identitäten sowie der costa-ricanischen Nationalidentität. 

## Herkunft und akademische Karriere
Gil erhielt seine Grundschulausbildung in Puerto Armuelles, einer kleinen Hafenstadt an der Pazifikküste Panamas, die seinerzeit durch den Bananenanbau der United Fruit Company geprägt war. Seinen Schulabschluss absolvierte er in Golfito, Provinz Puntarenas, Costa Rica.
1974 begann er das Studium der Geschichte an der Escuela de Historia der UNA. 1982 schloss er das Studium mit dem Grad des Licenciado zum Thema „El culto a la Virgen de los Ángeles, 1824-1935. Una aproximación a la mentalidad religiosa“ ab. Anschließend absolvierte er ein Auslandsstudium an der Universidad Autónoma de Barcelona in Barcelona/Spanien. Parallel war er als Dozent in der Escuela de Historia tätig. 1994 schloss er seine Dissertation „Homicidio, Asociación y Conflicto en la provincia de Heredia 1880-1915“ ab und wurde anschließend zum Hochschullehrer ernannt. Neben seiner Lehrtätigkeit nahm er verschiedene akademische Ämter an der Escuela wahr.     
Angeregt durch die Forschungen des französischen Historikers Michel Vovelle entwickelte sich Gil zu einem Pionier der Mentalitätsgeschichte in Costa Rica und brach damit die bislang vorherrschende Nationalgeschichte auf. Sein Forschungsinteresse umfasst daher auch die Heimatkunde (Spanisch: Historia local), die Geschichte sozialer Randgruppen, der Kriminalität, die Kulturgeschichte und in jüngster Zeit auch die Geschichte des Tourismus. Er ist einer der Initiatoren von CLAVES, einer Stiftung zur Förderung von lokal- und kulturgeschichtlichen Untersuchungen. Zur Popularisierung der Geschichtswissenschaft produzierte er, oftmals zusammen mit Studenten, gut 200 Radiosendungen (Espacio Abierto) und richtete, ebenfalls in Zusammenarbeit mit Studenten, Geschichtswerkstätten (Talleres de Historia de Costa Rica) ein.

## Internationale Tätigkeit
Gil organisierte eine Reihe von Tagungen mit Historikern und Sozialwissenschaftlern aus zentralamerikanischen Nachbarstaaten, Spanien und Frankreich, so der Universidad Nacional Autónoma de Nicaragua, Managua, der Universidad Pedagógica Nacional Francisco Morazán, Tegucigalpa/Honduras, der Universidad de Panamá, der Universidad de Santiago de Compostela, der École pratique des hautes études sowie Universitäten in Guatemala und El Salvador. Eine Reihe von ihm betreuter Studenten studierten in Katalonien.

## Publikationen (Auswahl)
- De historia, historiadores y clases subalternas. A propósito de la experiencia de La Aurora, San José/Costa Rica 1985.
- Del Cajón de Sastre a la Caja de Pandora, Alajuela 1995.
- Encuentros por la Historia, Heredia 2002.
- El culto del La Virgen de los Ángeles, 1824-1935, Alajuela 2004.
- Fundamentos metodológicos para reconstruir el pasado desde la diversidad, Rosario, Argentinien 2010.